# Diplosoma ponticum
Diplosoma ponticum är en sjöpungsart som beskrevs av Romanov 1989. Diplosoma ponticum ingår i släktet Diplosoma och familjen Didemnidae.
Artens utbredningsområde är Svarta Havet. Inga underarter finns listade i Catalogue of Life.